# آلاسان واتارا

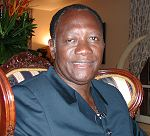

آلاسان درامان واتارا (الحسن عبدالرحمن اواتارا) یا الحسن اوتارا(به فرانسوی: Alassane Ouattara) (زاده ۱ ژانویه ۱۹۴۲) یک سیاستمدار اهل ساحل عاج است که دارای مقام ریاست جمهوری ساحل عاج می‌باشد. ریاست جمهوری وی توسط بیشتر رهبران جهان و سازمان ملل به رسمیت شناخته شده‌است.
وی جایگزین لوران باگبو شد.